# 박창석 (대구광역시의원)
박창석(朴昌錫, 1965년 12월 22일 ~)은 대한민국의 정치인이다. 군위군의원, 경상북도의원, 대구광역시의원을 역임했다.
제11대 경상북도의원 임기 중 지역구인 군위군이 대구광역시에 편입됨에 따라 제9대 대구광역시의원이 되었다.

## 경력
- 제6회 전국동시지방선거 선출 군위군의회 군위군나선거구 군의원, 군위군의회 부의장
- 제7회 전국동시지방선거 선출 경상북도의회 군위군 선거구 도의원
- 제8회 전국동시지방선거 선출 경상북도의회 군위군 선거구 도의원

## 학력
- 의흥초등학교
- 의흥중학교
- 군위정보고등학교
- 대구미래대학교 사회복지과 졸업

## 역대 선거 결과
|  | 26.06% |

|  | 52.32% |

|  | 0% |